# Myke Hideous
Myke Hideous (16 de octubre de 1966) es un vocalista estadounidense, reconocido por haber sido la voz principal de la banda The Misfits desde mayo a julio de 1998.

## Trayectoria
Antes de pertenecer a The Misfits, el músico había publicado un disco solista llamado Out of Danger. Ingresó a Misfits en mayo de 1998, pero su colaboración con el grupo duró unos pocos meses. Fue el cantante durante las giras que la banda dio por Europa y Sudamérica en el verano de ese año. Michale Graves había abandonado el grupo debido a diferencias con los restantes integrantes, siendo su lugar ocupado por Hideous. Meses más tarde, los conflictos se solucionaron y Graves volvió.